# Rózsaszín Cadillac
A Rózsaszín Cadillac (eredeti cím: Pink Cadillac) 1989-es amerikai akció-vígjáték Buddy Van Horn rendezésében. A főbb szerepekben Clint Eastwood és Bernadette Peters látható, valamint Jim Carrey és Bryan Adams is feltűnik a filmben.
1989. május 26-án jelent meg a Warner Bros. forgalmazásában.

## Cselekmény
Eastwood az idősödő Tommy Nowak nyomozót alakítja, aki fejvadászként olyan embereket kap el, akik nem képesek kifizetni a magas adósságokat vagy az óvadékot, és minden elképzelhető bűncselekményt elkövettek. Ehhez szokatlan módszereket alkalmaz. Rögtön a film elején felhívja a megtalált szökevényt, rádióbemondónak adja ki magát, és elhiteti a férfival, hogy találkozót nyert Dolly Partonnal. Amikor a férfi megpróbál beszállni a Nowak által vezetett limuzinba, letartóztatják.
Egy nap Nowak a fiatal Lou Annre vadászik, aki egy rózsaszín Cadillacben a nevadai Renóba menekült, mert félt a férjétől, a brutális Home Front mozgalom tagjától. Az életveszélyes problémát azonban jól elrejtette a csomagtartóban – 250 000 amerikai dollárt. Amit a fiatal anya hamis pénznek hisz, az azonban valódi pénz, és aprólékos munkával gyűjtötték össze a hazai fronton. A rasszista és erőszakos csoport, amely kizárólag volt börtönlakókból áll, kíméletlenül üldözi a fiatal nőt, és nem habozik elrabolni az üldözött nő gyermekét sem.
Nowak azonban, aki mostanra beleszeretett a vonzó anyába, érzéketlen fejvadászból védelmezővé válik. Egy hangos és véres finálé során leszámol a bűnözőkkel, és a végén még egy új családot is nyer.

## Szereplők
- Clint Eastwood – Tommy Nowak
- Bernadette Peters – Lou Ann McGuinn
- Timothy Carhart – Roy McGuinn
- John Dennis Johnston – Waycross
- Michael Des Barres – Alex
- Jimmie F. Skaggs – Bill Dunston
- Bill Moseley – Darrell
- Gerry Bamman – Buddy
- Michael Champion –  Ken Lee
- William Hickey – Mr. Barton
- Geoffrey Lewis – Ricky Z
- Dirk Blocker – rendőr #1
- Frances Fisher – Dinah
- Paul Benjamin – bíró
- Bryan Adams – benzinkutas
- Mara Corday – Stick Lady
- Jim Carrey – Lounge Entertainer
- James Cromwell – Motel recepciós
- Bill McKinney – Coltersville bárpultos

## A film készítése
A forgatás 1988 végén kezdődött Utahban és Nevadában.

## Bibliográfia
- Hughes, Howard. Aim for the Heart. London: I.B. Tauris (2009). ISBN 978-1-84511-902-7

## Fordítás
- Ez a szócikk részben vagy egészben  a   Pink Cadillac (film) című angol Wikipédia-szócikk fordításán alapul.  Az eredeti cikk szerkesztőit annak laptörténete sorolja fel. Ez a jelzés csupán a megfogalmazás eredetét és a szerzői jogokat jelzi, nem szolgál a cikkben szereplő információk forrásmegjelöléseként.